# Mealhada (freguesia)
Mealhada is een plaats (freguesia) in de Portugese gemeente Mealhada en telt 4043 inwoners (2001).